# Agent Alice
Agent Alice ist ein Wimmelspiel, das am 26. Februar 2015 vom Spieleentwickler Wooga für die Betriebssysteme Android und iOS veröffentlicht wurde. Es ist nach Pearl's Peril das zweite Wimmelbild-Spiel des Berliner Studios.

## Handlung
Die Geschichte ist inhaltlich und optisch in den 60er Jahren angesiedelt. Privatermittlerin Alice muss einen Mordfall im Theater lösen. Sie ist ambitioniert, erfolgreich und gutaussehend. Ihr zur Seite steht ihr zuverlässiger und bodenständiger Assistent Ben, ein Veteran aus dem Koreakrieg. Eine romantische Seite entwickelt die Geschichte durch den charmanten Dieb Pete, mit dem Alice eine Liebesbeziehung eingeht. Neben dem Kriminalfall spielen im weiteren Verlauf auch Mystery-Elemente eine Rolle, übernatürliche Kräfte scheinen am Werk zu sein. Actionszenen wechseln sich mit eher ruhigen Ermittlungsszenen ab.
Kreiert wurde die Story von den Freelancern Simone Veenstra und Philipp Zimmermann, die dramaturgisch wie strukturell aus der Serien- und Filmkonzeption gewohnte Sehweisen mit gamespezifischen Anforderungen verknüpften. So sind die einzelnen Folgen von Agent Alice jeweils abgeschlossen, zusätzlich jedoch wurde horizontal eine längere Storyline in die Episoden eingewoben. Es handelt sich dabei um das Rätsel um Alices verschwundene Eltern, das auf je 13 Folgen pro Staffel verteilt wurde und Cliffhanger am Ende einer jeden Staffel bietet.

## Spielprinzip
Am Anfang des Spiels steht ein Wimmelbild. Am oberen Displayrand findet sich eine Liste von Gegenständen, die in diesem Bild zu finden sind. Wenn ein Gegenstand gefunden ist, wird durch Berühren des Displays der Gegenstand der Liste der gefundenen Dinge hinzugefügt. Um die Szene zu beenden, müssen alle Gegenstände gefunden werden. Je schneller die Geschwindigkeit des Auffindens ist, desto höhere Punktestände lassen sich erreichen. In jeder Szene lassen sich maximal 8 Sterne verdienen, der Schwierigkeitsgrad steigert sich dabei. Die verdienten Sterne führen dazu, dass mehr Hinweise in einer Szene zu finden sind und größere Teile der Geschichte aufgedeckt werden. Jede Episode beinhaltet eine Mischung aus Wimmelbild und Rätsel. So müssen z. B. Briefe und Karten aus einzelnen Versatzstücken zusammengesetzt werden, damit die darin enthaltene Botschaft zu lesen ist. Wöchentlich wird eine neue Szene freigegeben.

## Geschäftsmodell
Agent Alice beinhaltet In-App-Käufe, z. B. für die Spielfreigabe einer neuen Szene, die noch nicht offiziell freigegeben wurde. „Das Hidden Object-Game baut auf dem Freemium-Konzept auf und integriert gleich drei virtuelle Währungen“, schreibt das Online-Magazin Appgefahren. Nach dem Aufspüren der Indizien zum Mordfall muss vom User eine Untersuchung durchgeführt werden. Diese wird mit virtuellen Geldscheinen oder Sternen bezahlt, alle übrigen Aktionen, wie das Auflösen der Suchbilder, wird mit Energie bezahlt. Neue Geldscheine werden durch In-App-Käufe erworben.

## Rezeption
Agent Alice gilt als bislang erfolgreichster Wooga-Launch. Innerhalb der ersten vier Tage verzeichnete das Spiel bereits mehr als 3 Mio. Downloads, womit es auf Platz 2 der meistgeladenen Apps für das iPhone lag und sogar auf Platz 1 fürs iPad. Das Nachrichtenmagazin Focus sieht eine hohe Relevanz des Spiels insbesondere bei der Zielgruppe von Frauen ab 40. „Diese Zielgruppe ist bei Spieleherstellern bislang unterrepräsentiert.“